# Hirba
Hirba je drevni medijski grad, te općenito jedan od rijetkih većih gradova Medijskog Carstva. Najvjerojatnije je izgrađen prije uspona Medije u glavnu silu Bliskog istoka, a imao je funkciju kraljevskog grada. Unatoč tome što njegovi ostaci nisu pronađeni sve do danas, kod povjesničara je prihvaćeno da je grad zaista postojao. Hirba se spominje i kao perzijski grad uz granicu s Medijom u djelima Nikolaja iz Damaska.
Trenutačna arheološka istraživanja i potraga točne lokacije grada do sada nisu urodili plodom. Povjesničari smatraju kako je Hirba ista kao i ostali izgubljeni medijski gradovi koje je moguće pronaći isključivo slučajno. Grad je prije svega poznat po bitci kod Hirbe u kojoj su se sukobili Medijci pod zapovjedništvom Harpaga i Perzijanci predvođeni Kirom Velikim. Prema povjesničaru Kteziju, Kir je pobijedio medijske snage u nesporednoj blizini Hirbe, za koji navodi kako je bio važan grad nedaleko od medijsko-perzijske granice. Budući kako povijesni dokumenti kažu kako je Kir Veliki putovao iz medijske prijestolnice prema Perziji na jugu, te kako se nakon bitke kod Hirbe odigrala bitka na perzijskoj granici, pretpostavlja se kako se grad nalazio negdje na potezu od Ekbatane na sjeveru do Pasargada na jugu.

## Poveznice
- Medijsko Carstvo
- Bitka kod Hirbe

## Vanjske poveznice
- George Rawlinson: „Sedam velikih monarhija antičkog Istoka“ (The Seven Great Monarchies of the Ancient Eastern World), New York, izdavač: John B. Eldan Press, 1885., str. 271. i 613.
- M. A. Dandamaev: „Politička povijest Ahemenidskog Carstva“ (A Political History of the Achaemenid Empire), prevoditelj: W. J. Vogelsang, izdavač: BRILL Press, 1989., str. 16.